# جون بيبر كلارك
جون بيبر كلارك (بالإنجليزية: John Pepper Clark)‏ هو أستاذ جامعي وكاتب وشاعر نيجيري، ولد في 6 أبريل 1935 في نيجيريا.

## وصلات خارجية
- جون بيبر كلارك على موقع الموسوعة البريطانية (الإنجليزية)